# شریت
شِریت یا شِیر ایت (به انگلیسی: SHAREit) یک برنامه ی کاربردی رایگان است که امکان انتقال اطلاعات از یک وسیله ی مجهز به وای فای را به یک دستگاه دیگر مجهز به وای فای فراهم می‌کند. کاربران این برنامه می‌توانند از آن جهت انتقال فایل‌ها از جمله عکس، ویدئو، موسیقی، تماس‌ها، برنامه‌های کاربردی و هر نوع فایل دیگری استفاده کنند. این برنامه به صورت رایگان توسط شرکت لنوو ارائه شده و به دستگاه‌های مجهز به ویندوز، ویندوز فون، اندروید و آی او اس اجازه می‌دهد تا فایل‌ها را به طور مستقیم به کمک شبکه‌های بی‌سیم هات اسپات با هم مبادله کنند. این برنامه برای اولین بار در سال ۲۰۱۲ با نام anyshare در چین توسط شرکت لنوو ارائه شد و اکنون در حدود ۳۹ زبان مختلف در دسترس قرار دارد.